# Donat (Szczogolew)
Donat, imię świeckie Dmitrij Fiodorowicz Szczogolew (ur. 2 czerwca 1899 w Rydze, zm. 27 października 1979 w Moskwie) – rosyjski biskup prawosławny.

## Życiorys
Pochodził z rodziny robotniczej. Ukończył gimnazjum w Rydze. W 1922 wstąpił jako posłusznik do Monasteru Nowospasskiego w Moskwie. Tam 28 marca 1926 złożył wieczyste śluby mnisze, zaś 5 kwietnia został wyświęcony na hierodiakona. 23 kwietnia 1928 został wyświęcony na hieromnicha. Przez dwa lata służył w różnych cerkwiach Moskwy.
22 października 1930 został aresztowany i w roku następnym skazany na trzy lata łagrów. Wyrok odbywał w łagrach na terytorium Republiki Mordwińskiej. Uczestniczył w II wojnie światowej, został ranny i uznany za inwalidę wojennego. Do pracy duszpasterskiej wrócił w 1944, gdy zaczął służyć w cerkwi Smoleńskiej Ikony Matki Bożej w Krywcach (eparchia moskiewska). W 1951 otrzymał godność ihumena; służył już wtedy w soborze Objawienia Pańskiego w Moskwie. Przed 1956 podniesiony do godności archimandryty.
14 czerwca 1956 w Ławrze Troicko-Siergijewskiej został wyświęcony na biskupa bijskiego, wikariusza eparchii nowosybirskiej. W charakterze konsekratorów w ceremonii wzięli udział patriarcha moskiewski i całej Rusi Aleksy I, biskupi orłowski i briański Hieronim, taszkencki i Azji Środkowej Hermogen oraz kujbyszewski i syzrański Mitrofan. W marcu 1957 został przeniesiony na katedrę swierdłowską. W sierpniu tego samego roku wyznaczono go z kolei na biskupa wielkołuckiego i toropieckiego. W grudniu tego samego roku został biskupem pomocniczym eparchii odeskiej z tytułem biskupa bałckiego. W 1958 przeniesiony po raz kolejny, tym razem na katedrę nowosybirską i barnaułską. W maju 1961 został biskupem kostromskim i galickim. Po trzech miesiącach przeniesiony w stan spoczynku. W 1965 mianowany ordynariuszem eparchii kałuskiej i borowskiej. W 1971 otrzymał godność arcybiskupią. Po czterech latach na własną prośbę odszedł w stan spoczynku z powodu choroby. Żył w Moskwie i tam w 1979 zmarł.